# East Grinstead
East Grinstead (früher Grimstead geschrieben) ist eine Stadt im Distrikt Mid Sussex in West Sussex, England. Die Stadt liegt nahe den Grenzen zu den Grafschaften Kent und East Sussex; Teile des Stadtgebietes werden durch den Nullmeridian durchquert.

## Geschichte
East Grinstead wurde durch die deutsche Luftwaffe als Sekundärziel für Bomber bestimmt, denen es nicht gelungen war, London zu bombardieren. Ein solcher Bombenangriff tötete am 9. Juli 1943 108 Zivilisten, die das Kino von East Grinstead besuchten. In keinem anderen Luftangriff des Zweiten Weltkrieges starben in Sussex mehr Zivilisten.
Bis 1974 gehörte East Grinstead zu East Sussex, wurde aber im Zuge einer Neuorganisation der Grafschaftsgrenzen gemeinsam mit Burgess Hill und Haywards Heath der Grafschaft West Sussex zugeordnet.

## Künftige Entwicklungen
Für die künftige Stadtentwicklung East Grinsteads wurde im Jahr 2006 der East Grinstead Town Centre Master Plan verabschiedet.
Dieser sieht eine Erneuerung und teilweise Rekonstruktion der Innenstadt, die Einrichtung neuer Parkmöglichkeiten und eine Förderung der örtlichen Einzelhändler vor. Zudem soll eine Umgehungsstraße den Stadtkern vom Durchgangsverkehr entlasten. Durch die Erneuerung des örtlichen Bahnhofes sowie eine Verbesserung des öffentlichen Personennahverkehrs mit einem Anschluss an die historische Bluebell Railway erhofft man sich zudem, vermehrt Touristen nach East Grinstead zu locken. Die Erweiterung der Bluebell Railway wurde am 23. März 2013 eröffnet.

## Religiöse Gemeinschaften
East Grinstead beheimatet zahlreiche verschiedene Kirchengemeinden und religiöse Gruppen. Darunter befinden sich vier Kirchengemeinden der Church of England, vier freikirchliche Glaubensorganisationen (Baptisten, Methodisten, United Reformed Church, New Life Church), eine römisch-katholische Gemeinde mit einer Niederlassung des Opus Dei sowie eine Gemeinde der Kirche Jesu Christi der Heiligen der Letzten Tage.
Neben den genannten sind in East Grinstead darüber hinaus die Zeugen Jehovas, die Rosenkreuzer und der britische Hauptsitz der Scientology-Kirche beheimatet. Die auffällige Häufung von Kirchengemeinden und freien Glaubensgemeinschaften in East Grinstead ließ den britischen TV-Sender Channel 4 eine Dokumentation mit dem Titel „Why Grinstead?“ (dt. Warum Grinstead?) drehen. Doch auch diese Dokumentation kam zu keiner eindeutigen Antwort. Spekulationen reichten von geografischen Gründen bis hin zur Schönheit der umliegenden Landschaft.

## Sehenswürdigkeiten

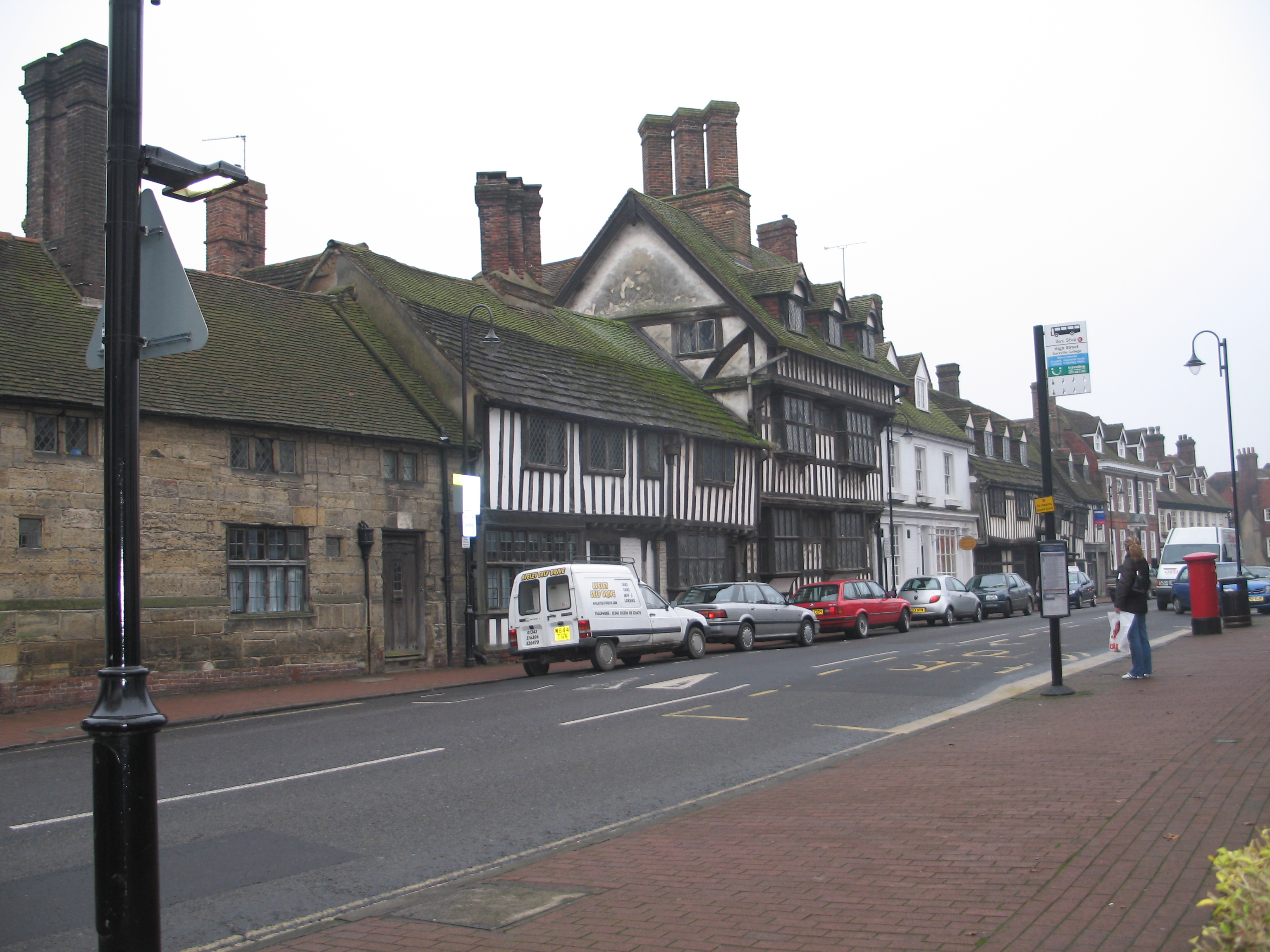
High Street: Fachwerkhäuser

East Grinsteads High Street beeindruckt mit der längsten zusammenhängenden Häuserzeile von Fachwerkhäusern in England. Darüber hinaus gibt es zahlreiche weitere interessante Gebäude, wie das Sackville College, das aus Sandstein erbaute, aus dem Jahre 1609 stammende Armenhaus, in dem John Mason Neale das Weihnachtslied Good King Wenceslas schrieb, oder das historische East Court Mansion, durch das der Nullmeridian verläuft.
In den Außenbezirken der Stadt findet sich Standen, ein altes Landhaus, das dem National Trust gehört und in dessen Inneren eine große Kunstgewerbeausstellung zu besichtigen ist. Noch etwas weiter vom Stadtzentrum entfernt befindet sich der Ashdown Forest, in dem die Geschichten um Winnie Puh angesiedelt sind und der heute durch regional bedeutende Wanderwege durchzogen ist.
Viele Gäste East Grinsteads nutzen die Stadt auch für Ausflüge zum nahe gelegenen Chartwell Mansion, dem Landsitz von Sir Winston Churchill, und zum Hever Castle, dem Landsitz der Familie Boleyn.

## Verkehr

### Eisenbahn
East Grinstead war bis in die 1960er Jahre Kreuzungsbahnhof mit vier Streckenästen. 1959 wurde jedoch die Strecke nach Lewes und 1963 im Rahmen der Neuorganisation des britischen Schienennetzes, der sogenannten Beeching-Axt, die Streckenäste nach Three Bridges und Tunbridge Wells geschlossen. Nur die Bahnlinie über Oxted und East Croydon blieb übrig, über die London mit Fahrzeiten von unter einer Stunde erreicht wird. Seit dem 23. März 2013 ist auch wieder der frühere Streckenast nach Lewes in Betrieb. Hier fährt jetzt die Museumsbahn Bluebell Railway bis Sheffield Park.
Die geschlossene Bahnstrecke nach Tunbridge Wells wurde in den 1970er Jahren zu einer Straße umgebaut und nach dem Namensgeber der Beeching-Axt, dem East Grinsteader Richard Beeching, benannt. Die Linie nach Three Bridges dient heute als Wanderweg.

### Straßennetz
Die Stadt liegt am Kreuzungspunkt der beiden Schnellstraßen A22 und A264. Für fast zwei Kilometer nutzen die beiden Schnellstraßen nördlich von East Grinstead gemeinsam eine einspurige Fahrbahn. Dieser Engpass wird häufig für die hohe Verkehrsbelastung der Stadt verantwortlich gemacht.

## Sportliche und soziale Einrichtungen
East Grinstead bietet eine Vielzahl sozialer und sportlicher Vereine. Zudem gibt es mit dem King George V Playing Fields ein großes Sportgelände und mit dem King's Leisure Centre ein Erholungs- und Freizeitzentrum. Dieses Freizeitzentrum umfasst eine Schwimmhalle sowie eine Gymnastik- und Sporthalle. Schließlich gibt es nahe Mount Noddy noch diverse Flutlicht-Tennisplätze.

## Partnerstädte
East Grinstead unterhält partnerschaftliche Beziehungen zu folgenden Städten:
- Bourg-de-Péage, Frankreich
- Sant Feliu de Guíxols, Spanien
- Mindelheim, Bayern, Deutschland
- Schwaz, Österreich
- Verbania, Italien

## Persönlichkeiten
Folgende bekannte Personen standen oder stehen in Verbindung zur Stadt:
- Richard Kidder (1633–1703), anglikanischer Geistlicher, Bischof von Bath und Wells
- Richard Beeching (1913–1985), Physiker und Ingenieur
- Sir Patrick Moore (1923–2012), englischer Astronom und Buchautor; er lebte zwischen 1929 und 1965 in Glencathara, Worsted Lane
- Gavin Lambert (1924–2005), Schriftsteller, Drehbuchautor und Filmkritiker
- Richard Leman (* 1959), Hockeyspieler
- Neil Gaiman (* 1960), Autor von Science-Fiction- und Fantasygeschichten
- Jane Leeves (* 1961), Schauspielerin
- Andrew Sullivan (* 1963), libertärer, in den USA lebender britischer Journalist und Blogger
- Right Said Fred, Popband, gegründet 1983
- Adele (* 1988), Sängerin

## East Grinstead in der Literatur
East Grinstead ist das Ziel der ehebrecherischen Verliebten Norman und Annie in Alan Ayckbourns Trilogie The Norman Conquests. Darüber hinaus kommt die Stadt in Christopher Fowlers Roman Psychoville vor und wird in den Texten des britischen Musikers Robyn Hitchcock erwähnt.